# KylieX2008
KylieX2008 là tour diễn của ca sĩ-nhạc sĩ người Úc Kylie Minogue để quảng bá cho album X. Khi tour diễn ra, có tin đồn là Kylie sẽ đưa tour diễn đến Úc, châu Á,và châu Mỹ. Tour diễn được Nokia tài trợ Nokia.

## Ngày lưu diễn
| Ngày                | Thành phố        | Quốc gia     | Tên chương trình                          |
| ------------------- | ---------------- | ------------ | ----------------------------------------- |
| 6 tháng 5 năm 2008  | Paris            | Pháp         | Cung thể thao Paris-Bercy                 |
| 7 tháng 5 năm 2008  | Antwerp          | Bỉ           | Sportpaleis                               |
| 9 tháng 5 năm 2008  | Stuttgart        | Đức          | Schleyerhalle                             |
| 10 tháng 5 năm 2008 | Frankfurt        | Đức          | Festhalle                                 |
| 12 tháng 5 năm 2008 | Praha            | Cộng hòa Séc | O2 Arena                                  |
| 14 tháng 5 năm 2008 | Viên             | Áo           | Wiener Stadthalle                         |
| 15 tháng 5 năm 2008 | Budapest         | Hungary      | Budapest Sports Arena                     |
| 17 tháng 5 năm 2008 | Bucharest        | România      | Cotroceni Stadium                         |
| 18 tháng 5 năm 2008 | Sofia            | Bulgaria     | Lokomotiv Stadium                         |
| 20 tháng 5 năm 2008 | Istanbul         | Thổ Nhĩ Kỳ   | Kuruçeşme Arena                           |
| 22 tháng 5 năm 2008 | Athens           | Hy Lạp       | Terra Vibe Park                           |
| 25 tháng 5 năm 2008 | Zurich           | Thụy Sĩ      | Hallenstadion                             |
| 27 tháng 5 năm 2008 | Köln             | Đức          | Kölnarena                                 |
| 29 tháng 5 năm 2008 | München          | Đức          | Olympiahalle                              |
| 30 tháng 5 năm 2008 | Geneve           | Thụy Sĩ      | SEG Geneva Arena                          |
| 1 tháng 6 năm 2008  | Lyon             | Pháp         | Halle Tony Garnier                        |
| 3 tháng 6 năm 2008  | Madrid           | Tây Ban Nha  | Palacio De Los Deportes                   |
| 5 tháng 6 năm 2008  | Esch-sur-Alzette | Luxembourg   | Rockhal                                   |
| 7 tháng 6 năm 2008  | Hamburg          | Đức          | Color Line Arena                          |
| 8 tháng 6 năm 2008  | Copenhagen       | Đan Mạch     | Forum Copenhagen                          |
| 10 tháng 6 năm 2008 | Oslo             | Na Uy        | Spektrum                                  |
| 11 tháng 6 năm 2008 | Stockholm        | Thụy Điển    | Stockholm Globe Arena                     |
| 13 tháng 6 năm 2008 | Helsinki         | Phần Lan     | Hartwall Arena                            |
| 16 tháng 6 năm 2008 | Moskva           | Nga          | Olimpisky                                 |
| 18 tháng 6 năm 2008 | St. Petersburg   | Nga          | New Arena                                 |
| 20 tháng 6 năm 2008 | Riga             | Latvia       | Arena Riga                                |
| 22 tháng 6 năm 2008 | Berlin           | Đức          | Velodrom                                  |
| 23 tháng 6 năm 2008 | Rotterdam        | Hà Lan       | The Ahoy                                  |
| 26 tháng 6 năm 2008 | Belfast          | Bắc Ireland  | Odyssey Arena                             |
| 27 tháng 6 năm 2008 | Belfast          | Bắc Ireland  | Odyssey Arena                             |
| 29 tháng 6 năm 2008 | Belfast          | Bắc Ireland  | Odyssey Arena                             |
| 30 tháng 6 năm 2008 | Belfast          | Bắc Ireland  | Odyssey Arena                             |
| 5 tháng 7 năm 2008  | Glasgow          | Scotland     | Scottish Exhibition and Conference Centre |
| 6 tháng 7 năm 2008  | Glasgow          | Scotland     | Scottish Exhibition and Conference Centre |
| 8 tháng 7 năm 2008  | Glasgow          | Scotland     | Scottish Exhibition and Conference Centre |
| 9 tháng 7 năm 2008  | Glasgow          | Scotland     | Scottish Exhibition and Conference Centre |
| 11 tháng 7 năm 2008 | Manchester       | Anh          | Manchester Evening News Arena             |
| 12 tháng 7 năm 2008 | Manchester       | Anh          | Manchester Evening News Arena             |
| 14 tháng 7 năm 2008 | Manchester       | Anh          | Manchester Evening News Arena             |
| 15 tháng 7 năm 2008 | Manchester       | Anh          | Manchester Evening News Arena             |
| 17 tháng 7 năm 2008 | Manchester       | Anh          | Manchester Evening News Arena             |
| 18 tháng 7 năm 2008 | Manchester       | Anh          | Manchester Evening News Arena             |
| 20 tháng 7 năm 2008 | Newcastle        | Anh          | Metro Radio Arena                         |
| 21 tháng 7 năm 2008 | Newcastle        | Anh          | Metro Radio Arena                         |
| 23 tháng 7 năm 2008 | Newcastle        | Anh          | Metro Radio Arena                         |
| 24 tháng 7 năm 2008 | Newcastle        | Anh          | Metro Radio Arena                         |
| 26 tháng 7 năm 2008 | London           | Anh          | The O2 Arena                              |
| 27 tháng 7 năm 2008 | London           | Anh          | The O2 Arena                              |
| 29 tháng 7 năm 2008 | London           | Anh          | The O2 Arena                              |
| 30 tháng 7 năm 2008 | London           | Anh          | The O2 Arena                              |
| 1 tháng 8 năm 2008  | London           | Anh          | The O2 Arena                              |
| 2 tháng 8 năm 2008  | London           | Anh          | The O2 Arena                              |
| 4 tháng 8 năm 2008  | London           | Anh          | The O2 Arena                              |